# Пещуров, Алексей Никитич
Алексей Никитич Пещуров (29 апреля (10 мая) 1779 — 2 (14) ноября 1849) — витебский и псковский гражданский губернатор, сенатор; тайный советник

## Происхождение
Родился 29 апреля (10 мая) 1779 года — сын тайного советника Никиты Ивановича Пещурова (28 марта 1742 — 24 июля 1814) и его жены Варвары Алексеевны Сибилевой (1746 —29 января 1811).

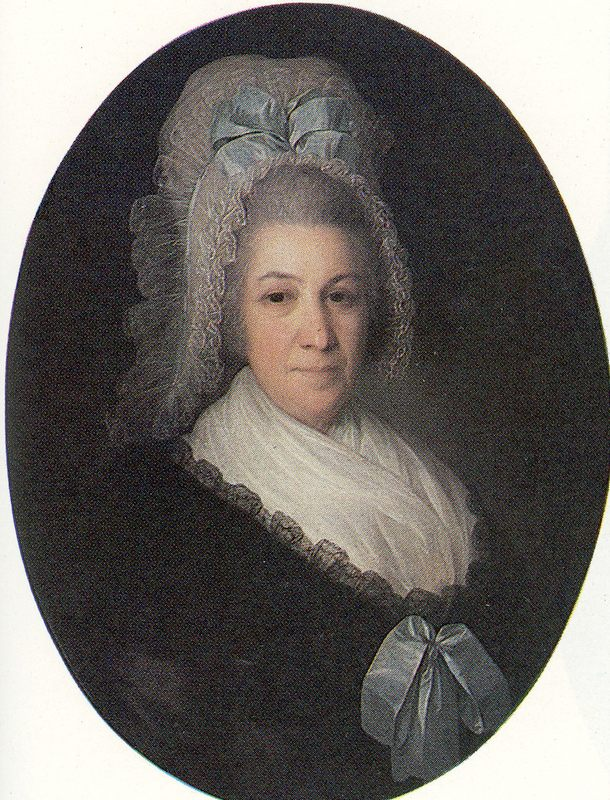
Анна Ивановна Горчакова

В семье были ещё сын Николай, убитый в битве при Фридланде и дочь Елизавета; в 1808 году по заказу Никиты Ивановича Ромбауэр написал портреты самого Никиты Ивановича, его жены Варвары Алексеевны, их сына Алексея Никитича, дочери Елизаветы Никитичны, а также будущей жены Алексея Никитича Елизаветы Христофоровны Комнено и её сестры Екатерины Христофоровны — находятся с 1938 года во Всероссийском музее А. С. Пушкина. 
По отцу — двоюродный брат князя М. А. Горчакова: родная тётка Пещурова, Анна Ивановна (1739—?) была замужем за князем  Алексеем Ивановичем Горчаковым (1737—1805).

## Биография
На военную службу был записан в трёхлетнем возрасте — 8 января 1783 года. Явился к месту приписки в Семёновский лейб-гвардии полк в мае 1795 года. В 1803 году вышел в отставку в чине штабс-капитана.
С 6 января 1804 по 2 февраля 1816 года был директором Государственного Заёмного банка, вышел в отставку в чине статского советника. В 1823—1827 годах — предводитель дворянства Опочецкого уезда, в 1827—1829 — псковский губернский предводитель дворянства; в 1829—1830 годах — витебский губернатор[уточнить].
Указом от 28 января 1830 года назначен псковским гражданским губернатором. При нём организована первая губернская публичная библиотека (1833). начала выходить газета «Псковские губернские ведомости» (1838). С 29 ноября 1839 указом Николая I назначен сенатором с сохранением губернаторского жалованья. 
А. Н. Пещуров, которому был поручен надзор за А. С. Пушкиным во время его ссылки в Михайловское, старался облегчить жизнь поэта. Он фактически снял с Пушкина запрет о не выезде его за пределы имения и разрешил ему бывать во всех городах Псковской губернии и за её пределами. Поэт посещал имение Пещуровых Лямоново, находящееся в 69 верстах от Михайловского. Губернатор принимал участие в хлопотах по погребению Пушкина в Святогорском монастыре.
Пещуров сыграл значительную роль в жизни художника П. Ф. Соколова. Благодаря его покровительству будущей живописец за казённый счет поступил в Академию художеств. Позднее он помог Соколову и со службой, определив его в подведомственный департамент. 
Умер 2 (14) ноября 1849 года и был похоронен в семейном склепе в имении Лямоново.

## Награды
- Орден Святого Иоанна Иерусалимского (1798 -кавалер, 1808 - командор)
- Орден Святой Анны 1-й степени (23.01.1832)
- Орден Святого Владимира 2-й степени (18.04.1837)
- Орден Святого Александра Невского (30.08.1848)

## Семья

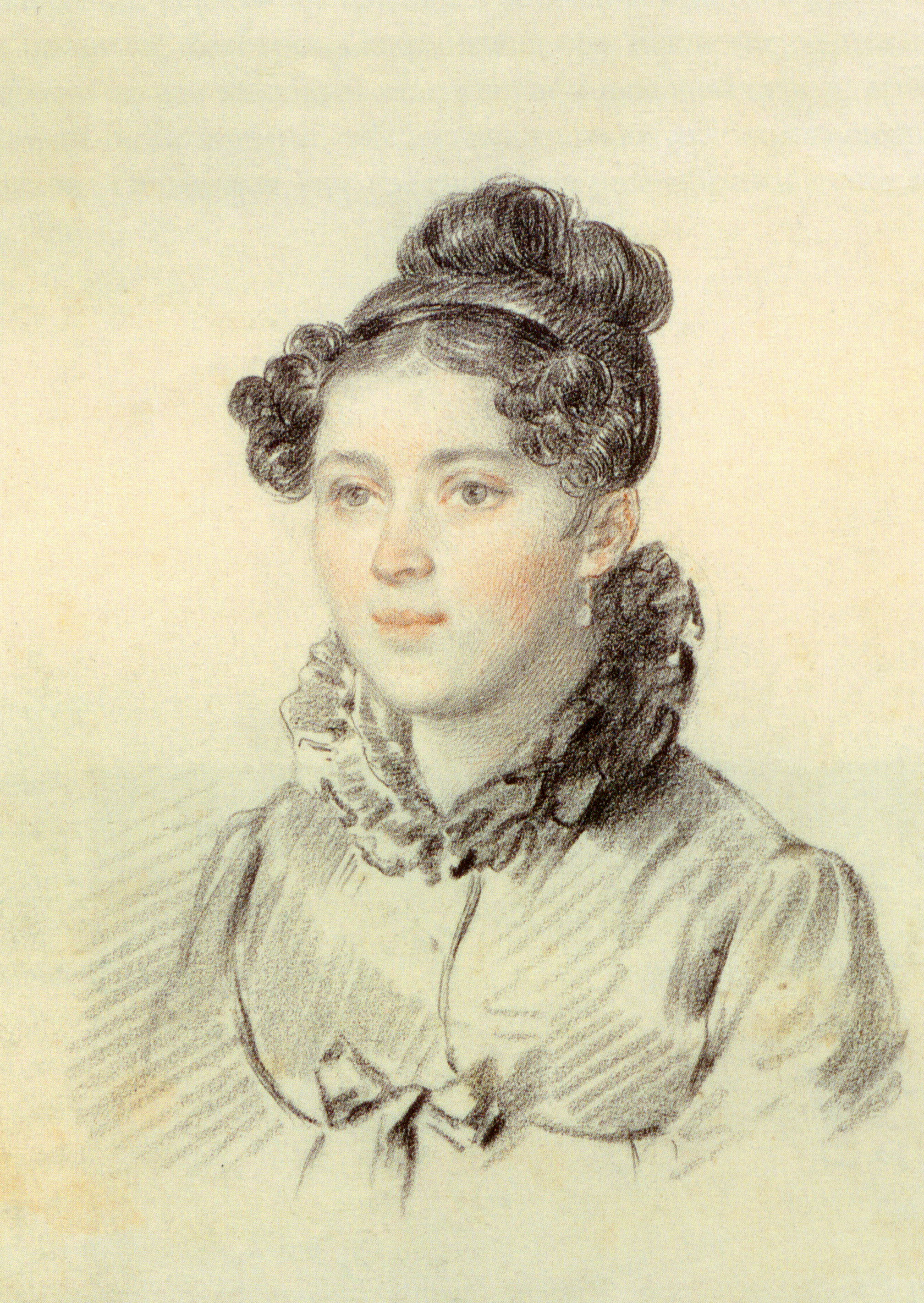
Елизавета Пещурова на портрете П. Ф Соколова

Жена (с 10 ноября 1809 года) — Елизавета Христофоровна Комнено (3 сентября 1792 — после 1863), дочь генерала Христофора Комнено от брака его с княжной Марией Мурузи; её старшая сестра, Екатерина Комнено — жена бессарабского вице-губернатора Матвея Крупенского. Родилась в Петербурге, крещена 10 сентября 1792 года в церкви Рождества Пресвятой Богородицы при восприемстве генерал-майора В. Попова и М. П. Нарышкиной. Замуж вышла по настоянию матери за состоятельного псковского помещика Пещурова почти сразу по своему выходу из Смольного института. Венчались в Петербурге церкви Введения во храм Пресвятой Богородицы лейб-гвардии Семеновского полка. Очень хорошенькая, но бедная Елизавета Комнено ни за что не хотела выходить за нелюбимого ею человека, который был очень сутулым (почти горбатым) и некрасив лицом. Сразу после свадьбы, она была увезена мужем в его имение, село Лямоново Опочецкого уезда Псковской губернии (в 69 верстах от Михайловского), после жила в Пскове, а с назначением его сенатором в 1839 году, вернулась в Петербург. По воспоминанию родственника, умный Пещуров окружил свою жену изысканным вниманием и сумел привязать её к себе. Она души не чаяла в нем и называла его «мой ангел Алексис». Их счастье продолжалось до самой смерти Пещурова, хотя все знали, да и сама Елизавета Христофоровна, что муж оказывает внимание красавице крепостной, произведенной в ключницы; но ревность только усиливала любовь жены.  Их дети:
- Варвара (07.02.1811[1]— ?)
- Мария (1817—1889), с 1847 года замужем за князем В. А. Трубецким (1825 — 1880), воронежским губернатором.
- Софья (1818— ?), с 1834 года замужем за В. П. Пальчиковым (1804 — 1842), знакомым Пушкина по лицею.
- Варвара (1820—1906), не замужем.
- Наталья (1821—1885), замужем за С. П. Галаховым (1806 — 1879.), внуком полковника А. П. Галахова.
- Ольга (1828—1894), великолепная пианистка, одна из первых учениц Гензельта; замужем за камергером князем Алексеем Дондуковым-Корсаковым (1822 — 1894), сыном М. А. Дондукова-Корсакова. С 1851 по 1853 года жила с мужем в Париже, где он исполнял обязанности секретаря русского посольства.
- Пётр (1829 — 1898)
- Михаил[7]